# Борев, Юрий Борисович
Ю́рий Бори́сович Бо́рев (28 мая 1925, Харьков, УССР, СССР — 30 июля 2019, Москва) — советский и российский литератор, критик, прозаик, доктор филологических наук, заведующий отделом теории ИМЛИ РАН, профессор Академии архитектуры Московского архитектурного института, действительный член Международной ассоциации эстетиков, академик и президент Независимой академии эстетики и свободных искусств. Член Московской городской организации Союза писателей России и Союза кинематографистов. Главный редактор журнала «Академические тетради». В прошлом — академик Нью-Йоркской академии наук (подал в отставку в знак протеста против бомбардировок Югославии). Почётный член РАХ.
Автор более 550 научных статей и около 50 монографий по проблемам эстетики, культурологии, теории и истории искусства и литературы, методологии критики, семиотики и герменевтики искусства, рецептивной эстетики, риторики, поэтики, аксиологии. Ему принадлежит авторство термина «интеллигентский фольклор». Работы Ю. Б. Борева вышли на 41 языке.

## Биография
Родился в Харькове в семье юриста Бориса Семёновича Борева (настоящая фамилия Кауфман, 1898—1981), уроженца Минска, члена РКП(б) с 1918 года, который в начале 1930-х годов заведовал кафедрой философии Харьковского университета, был профессором ВУАМЛИНа (Всеукраинская ассоциация марксистско-ленинских научных институтов) и главным редактором Партиздата Украины. Мать, Софья Абрамовна Кибрик (1899—1982), происходила из Бердичева. Оба родителя участвовали в гражданской войне, отец был автором книг «Как избираются советы на Украине (к новому Положению о выборах в советы, утверждённому Президиумом Вуцика 10/IX—24 г. и принятому III-ей Сессией Вуцика)» (Харьков: Юридическое издательство Наркомюста УССР, 1924. — 89 с.) и «Общество взаимопомощи на селе» (Харьков: Издательство Наркомюста УССР, 1925. — 112 с.).

В 1945 году Юрий Борев окончил Литературный институт в Москве. Как пишет Борев в «Автобиографии», его учителями были эстетик В. Ф. Асмус, логик П. С. Попов, философ М. А. Дынник, лингвист А. А. Реформатский, фольклорист С. К. Шамбинаго. В 1947 году Борев стал участником Всесоюзного совещания молодых писателей. Учился в Московском авиационном институте. В 1951 году защитил кандидатскую диссертацию «И. В. Сталин и некоторые вопросы художественного метода советской литературы». С 1956 года работал в Институте мировой литературы АН СССР (ИМЛИ РАН), где около 10 лет заведовал отделом теории литературы. В 1963 году защитил докторскую диссертацию в двух томах «Трагическое и комическое и проблемы литературы». Получил профессиональное признание своими трудами по эстетике, концепции личности в искусстве. Исследователь и собиратель фольклора. Ввёл в обиход термин «интеллигентский фольклор». Юрий Борев так обосновал свой термин: 
В тоталитарных обществах, где интеллигенция не могла доверить бумаге свой жизненный опыт, возник целый пласт культуры — интеллигентский фольклор, дающий альтернативную по отношению к созданной документами картину истории.
В 1958 году принят в члены Союза писателей.
Умер 30 июля 2019 года. Похоронен на Ваганьковском кладбище (3 уч.).

## «Сталиниада»
Книга Юрия Борева «Сталиниада» издана впервые в Польше, а в России, по утверждению самого Борева, была запрещена, хотя первое издание этой работы в СССР было выпущено тиражом 100 тыс. экземпляров (но без присвоения ISBN) издательством «Советский писатель» в 1990 году. Претерпела семь изданий на русском языке, а также на немецком, итальянском, японском, польском, болгарском, сербском и др., общим тиражом около 2 млн. экземпляров.

## Слух как форма информации
Вот образчики «интеллигентского фольклора», собранного Боревым:

Ленин говорил: «В партии только три настоящих коммуниста: Ульянов, Ленин и я».
<…>
На вопрос анкеты об образовании Ежов отвечал: «Незаконченное низшее».
<…>
Демократы отобрали у коммунистов все привилегии и взяли себе.
<…>
 — За что сидишь?
 — За болтливость: рассказывал анекдоты. А ты?
 — За лень. Услышал анекдот и думаю: завтра сообщу, а товарищ не поленился.
<…>
Сталин посмотрел «Отелло». Руководство театра спросило его мнение. Он подумал и сказал: «А этот — как его? — Яго — неплохой организатор».
<…>
Однажды Сталин проснулся от тишины: он не слышал привычного топота сапог, но ощущал, что кто-то ходит по квартире. Он нащупал наган, всегда лежавший под подушкой, но увидел знакомую фигуру денщика. Сталин пожаловался Берии:
 — Зачем-то ходит в тапочках, а не в сапогах. Хочет подкрасться, когда я сплю…
Парня расстреляли за попытку покушения на вождя.

По мнению члена-корр. РАН, социолога А. В. Дмитриева, 

В книге «История государства советского в преданиях и анекдотах» её автор, видимо, совершенно уверенно констатирует, что в закрытом обществе слух — главная форма информации. Война слухов, по сути дела, представляет собой довольно важную часть общественной жизни.

## Труды
- Борев Ю. Б. Луначарский. — М.: Молодая гвардия, 2010. — 304 с. — (Жизнь замечательных людей). — ISBN 978-5-235-03304-7.
- Социалистический реализм: взгляд современника и современный взгляд. — М., «АСТ, Олимп» 2008 г. ISBN 978-5-17-052357-3
- Художественная культура XX века. — «Юнити-Дана» 2007 г. ISBN 978-5-238-01214-8
- Эстетика: Отношение к действительности; Творчество; Произведения; Природа и виды искусства; Художественный процесс; Обращение с искусством. — М., «Астрель», 2005 г. ISBN 5-17-027377-0, ISBN 5-9648-0003-3, ISBN 5-271-10624-1
- Кто против России? Ванька-встанька и Состояние мира. — «АСТ, Русь-Олимп, Астрель» 2005 г. ISBN 5-17-031669-0
- Эстетика. — М., «Феникс» 2004 г. ISBN 5-222-05062-9
- Власти-мордасти. — М., 2003. — ISBN 5-94871-010-6
- Сталиниада. — М., КРПА «Олимп», 2003, 461 c. ISBN 5-7390-1230-9
- Эстетика.— М., «Высш. шк.», 2002, 511с. ISBN 5-06-004105-0
- Евреи в исторических преданиях и анекдотах. Тель-Авив, «Иврус», 1998, 287с.
- XX век в преданиях и анекдотах Книги 1 и 2, Харьков: «Фолио», Ростов-на-Дону: «Феникс», 1996 г. 384 стр. ISBN 966-03-0043-3, ISBN 966-03-0042-5
- XX век в преданиях и анекдотах: В 3 тт: Т.3, Книги 5-6, Харьков: «Фолио», Ростов-на-Дону: «Феникс», 1996 г. 351 стр ISBN 966-03-0045-X ISBN 966-03-0042-5
- Из жизни звезд и метеоритов. Предания, анекдоты, занятные истории из жизни знаменитых актеров, писателей, спортсменов и политиков XX века М., «Рипол», 1996. — 551 с. ISBN 5-87907-067-0
- Краткий курс истории XX века в анекдотах, частушках, байках, мемуарах по чужим воспоминаниям, легендах, преданиях и т. д. М., 1995[9]
- История государства советского в преданиях и анекдотах М., «Рипол», 1995 ISBN 5-87907-056-5
- Фарисея М., «Конец света», 1992, 349 с.
- Борев Ю. Б. Сталиниада. — М.: Советский писатель, 1990. — 408 с. — 100 000 экз.
- Искусство интерпретации и оценки: Опыт прочтения «Медного всадника», 1981
- Комическое. — М.: Искусство, 1970. — 269 с. — 25000 экз.
- Введение в эстетику, 1965
- О комическом, 1957
- Роман «Земля-воздух»
- Киноповесть «Воскресший из живых» .

## Награды
- Орден Дружбы (14 января 2002 года) — за многолетнюю плодотворную деятельность в области культуры и искусства, большой вклад в укрепление дружбы и сотрудничества между народами[14].